# Canadian Women's Hockey League
Canadian Women's Hockey League (CWHL) som bildades 2007 är en av de två högsta serierna inom ishockey för damer i Kanada.

## Samtliga lag i CWHL
| Lag                         | Ort         | Hemmaarena                                | 07/08 | 08/09 | 09/10 | 10/11 | Antal säsonger spelade |
| --------------------------- | ----------- | ----------------------------------------- | ----- | ----- | ----- | ----- | ---------------------- |
| Boston Blades               | Boston      | Ristuccia Arena                           | -     | -     | -     | ?     | 1                      |
| Brampton Canadettes-Thunder | Brampton    | Powerade Centre                           | 1     | 2     | 4     | ?     | 4                      |
| Burlington Barracudas       | Burlington  | Wave Twin Rinks                           | 4     | 4     | 3     | ?     | 4                      |
| Mississauga Chiefs          | Mississauga | Hershey Centre                            | 2     | 3     | 2     | -     | 3                      |
| Stars de Montréal           | Montréal    | Centre Étienne Desmarteau                 | 3     | 1     | 1     | ?     | 4                      |
| Ottawa Senators             | Ottawa      | Bell Sensplex                             | 6     | 6     | 6     | -     | 3                      |
| Phénix de Québec            | Québec      | -                                         | 7     | -     | -     | -     | 1                      |
| Toronto Aeros               | Toronto     | Iceland Mississauga och MasterCard Centre | -     | -     | -     | ?     | 1                      |
| Vaughan Flames              | Vaughan     | Vaughan Sports Village                    | 5     | 5     | 5     | -     | 3                      |

## Draft
CWHL hade sin första draft någonsin 2010 där kanadensiskan Tessa Bonhomme blev draftad först av Toronto och svenskan Danijela Rundqvist blev draftad som nummer 13 av Burlington. 

## CWHL mesta poängplockarna genom tiderna
| Ranking | Spelare            | Lag                         | Matcher | Mål | Assists | Poäng | Poäng/Match |
| ------- | ------------------ | --------------------------- | ------- | --- | ------- | ----- | ----------- |
| 1       | Jayna Hefford      | Brampton Canadettes-Thunder | 56      | 70  | 57      | 127   | 2.27        |
| 2       | Sommer West        | Mississauga Chiefs          | 86      | 50  | 71      | 121   | 1.41        |
| 3       | Jennifer Botterill | Mississauga Chiefs          | 54      | 49  | 67      | 116   | 2.15        |
| 4       | Jana Harrigan      | Burlington Barracudas       | 77      | 52  | 57      | 109   | 1.42        |
| 5       | Lori Dupuis        | Brampton Canadettes-Thunder | 80      | 44  | 60      | 104   | 1.30        |
| 6       | Sabrina Harbec     | Montreal Stars              | 56      | 35  | 66      | 101   | 1.80        |
| 7       | Noémie Marin       | Montreal Stars              | 54      | 48  | 44      | 92    | 1.70        |
| 8       | Linsay Vine        | Burlington Barracudas       | 88      | 39  | 53      | 92    | 1.05        |
| 9       | Lisa-Marie Breton  | Montreal Stars              | 81      | 33  | 45      | 78    | 0.96        |
| 10      | Kelly Hart         | Burlington Barracudas       | 90      | 29  | 48      | 77    | 0.86        |

## Svenskar i CWHL
- Danijela Rundqvist (säsongen 2010/2011) och Cecilia Andersson (säsongen 2007/2008) är de första och hittills enda svenska spelarna i CWHL. Rundqvist blev draftad i seriens första draft någonsin som nummer 13 av Burlington Barracudas och har varit en av deras främsta poängplockare och en av deras mest utvisade spelare under säsongen. Danijela är mycket uppskattad i serien men hennes framtid där är hotad av den ekonomiska situationen då hon inte kan arbeta i Kanada utan måste leva på sparpengar.